# Semiconductor Manufacturing International Corporation
Semiconductor Manufacturing International Corporation (nota con acronimo SMIC) è un'azienda di semiconduttori cinese fondata a Shanghai nel 2000. 
Tra le più grandi aziende di settore della Cina continentale, rifornisce aziende come Qualcomm, Broadcom e Texas Instruments. 
I principali azionisti di SMIC sono Datang Telecom Group e China National Integrated Circuit Industry Investment Fund.